# Hucho taimen
Taïmen, Saumon de Sibérie
Espèce
Statut de conservation UICN

 VU A2bcd : Vulnérable
Le taïmen (Hucho taimen) ou saumon de Sibérie, est une espèce de poissons de la famille des Salmonidae, dans l'ordre des Salmoniformes.

## Répartition et habitat
Le taïmen est distribué depuis le bassin de la Volga et de la Petchora à l'ouest jusqu'à celui de la Iana au nord et celui de l'Amour au sud. Son habitat comprend donc des parties des bassins versants de la Caspienne et de l'Océan arctique en Eurasie et de l'Océan pacifique en Mongolie et en Russie. En Mongolie, il se trouve dans les bassins de l'Ienisseï/Selenga, de la Léna et de l'Amour.
Le taïmen vit dans les eaux courantes et parfois dans des lacs, habituellement près de l'embouchure d'un affluent. Il ne migre pas, mais se déplace vers l'amont des cours d'eau au moment du frai. En Mongolie, leur territoire moyen couvre 23 km, mais certains individus marqués ont des territoires atteignant 93 km.
Le taïmen est une espèce proche du Huchon du Danube (Hucho hucho) qui le remplace en Europe .

## Description
Sa couleur varie localement, elle va généralement du vert olive sur la tête jusqu'au brun-rouge au niveau de la queue. Les nageoires adipeuse, anale et caudale sont souvent rouge profond. Le ventre varie du presque blanc au gris foncé. 
Le taïmen semble être le plus grand des salmonidés : il est plus lourd et plus grand en moyenne que le plus grand salmonidé nord-américain, le saumon royal (Oncorhynchus tshawytscha),,. La plupart des poissons matures capturés pèsent de 15 à 30 kilos. Leur longueur moyenne varie de 70 à 120 cm. La taille maximale n'est pas assurée, mais un poisson pêché en 1943 dans la Kotouï, en Russie, aurait fait 210 cm et 105 kg. Le record de l'Association internationale de la pêche sportive (en) (IGFA) est de 41,95 kg pour 156 cm.
Le taïmen peut vivre au moins 55 ans.

## Alimentation
Les taïmen adultes sont principalement piscivores, même s'ils consomment souvent d'autres proies comme des rongeurs et des oiseaux.

## Pêche et commerce
Le taïmen est devenu connu en pêche sportive, particulièrement pour la pêche à la mouche. Dans de nombreuses régions, seule la pêche no-kill avec des hameçons sans ardillon est autorisée, pour maintenir les effectifs de l'espèce. Des organisations comme le Taimen Conservation Fund s'attachent à préserver les populations restantes.
Le taïmen est parfois capturé (souvent illégalement) pour être vendu, mais son bas prix, sa croissance et sa reproduction lentes le rendent plus intéressant comme poisson de pêche sportive.